# Deltuva
Deltuva est une ville de l'Apskritis de Vilnius en Lituanie.
Sa population était de 513 habitants lors du recensement de 2011.